# Груман F6F Хелкат
„Груман F6F Хелкат“ (на английски: Grumman F6F Hellcat) е модел американски изтребители, произвеждан през 1943 – 1945 година и използван до 1960 година.